# Кудрна, Ярослав
Ярослав Кудрна (чеш. Jaroslav Kudrna; род. 5 декабря 1975, Градец-Кралове, Восточночешский край) — чешский хоккеист, нападающий. Чемпион России 2007 года в составе магнитогорского «Металлурга».

## Биография
Начал карьеру в клубе «Градец Кралове». На драфте НХЛ 1995 года был выбран командой «Сан-Хосе Шаркс». В том же году дебютировал за сборную Чехии на молодёжном чемпионате мира. В сезоне 1996/97 играл в АХЛ за «Кентукки Тороблэйдс», в следующем сезоне вернулся на родину. Восемь следующих лет провёл в клубе «Пардубице». Затем выступал за чешские команды «Пльзень» и «Оцеларжи Тршинец». В 2006 году подписал контракт с магнитогорским «Металлургом». В 2007 году стал чемпионом России, в 2008 — обладателем кубка европейских чемпионов, а в 2009 — финалистом лиги чемпионов. В «Металлурге» играл в чешской тройке с Яном Мареком и Томашем Ролинеком. Его самым ярким матчем в России стала игра с московским «Динамо» (6:5), состоявшаяся 1 декабря 2008 года: Кудрна забросил 4 шайбы. Также Кудрна принимал участие в первом матче всех звёзд КХЛ 2009 года между командами Яромира Ягра и Алексея Яшина (7:6). Игра прошла на Красной площади, а сам Кудрна забросил шайбу. В 2010 году перешёл в либерецкую команду «Били Тигржи». В 2013 году Ярослав Кудрна спустя 18 лет вернулся в родной клуб «Градец-Кралове». В 2016 году завершил карьеру хоккеиста и был назначен спортивным директором команды. В сезоне 2017/2018 был переведен на должность скаута клуба.

## Статистика
- Чемпионат Чехии — 866 игр, 305 шайб, 295 передач, 600 очков
- Чемпионат России / КХЛ — 216 игр, 61 шайба, 58 передач, 119 очков
- Сборная Чехии — 24 игры, 5 шайб, 4 передачи, 9 очков
- АХЛ — 7 игр
- Лига чемпионов — 8 игр, 1 шайба, 2 передачи, 3 очка
- Кубок европейских чемпионов — 3 игры, 1 шайба, 1 передача, 2 очка
- Всего за карьеру в сборной и клубах — 1124 игры, 373 шайбы, 360 передач, 733 очка

## Достижения
- Чемпион России 2007
- Обладатель Кубка европейских чемпионов 2008
- Серебряный призер чемпионата Чехии 2003